# 安村崇
安村崇（やすむら たかし、1972年 - ）は日本の写真家。「普通」の中の微細な「違和感」をカメラ・アイによって極限まで拡大する。
牛腸茂雄の夭折により、理解されることなく途絶えたコンポラ写真の系譜を受け継ぐ作家として、小山泰介、武田陽介、中島大輔、西澤諭志らと共に美術評論家の清水穣にネオ・コンポラと論じられている。

## 経歴
1999年、写真新世紀で『日常らしさ』がグランプリを受賞。この作品は滋賀の実家を中心に撮影した室内写真約40点で構成される連作で、身近な光景ながら撮影時に加えられた微妙な演出が非日常を感じさせる趣向となっていた。この路線をさらに追求した作品が、2000年に個展で発表した『「自然」をなぞる』である。
- 1972年、滋賀県生まれ。
- 1995年、日本大学芸術学部写真学科卒業。
- 1999年、第8回写真新世紀　1999年度グランプリ受賞。

## 展覧会

### 個展
- 「うさんな日」（ガーディアン・ガーデン、東京、1998）
- 「第8回写真新世紀」展（P3、東京、1999）
- 「「自然」をなぞる」（モーダ・ポリティカ、東京、2000）
- 「安村崇写真展」（パルコミュージアム、東京、2005）
- 「1/1」（MISAKO & ROSEN、東京、2012）

### グループ展
- 「JAPAN　Contemporary Ceramics and Photography between Tradition und Today」（Deichtorhallen、Hamburg、2003）
- 「コモン・スケープ」（宮城県美術館、宮城、2004）
- 「六本木クロッシング」（森美術館、東京、2004）
- 「平遥国際写真フェスティバル」（平遥、中国、2004）
- 「GUNDAM——来たるべき未来のために」（サントリーミュージアム、大阪、2005）
- 「PHotoEspana」（マドリッド、スペイン、2006）

## 写真集
- 「日常らしさ」(オシリス、2005年9月)